# ASB Classic 2010
L'ASB Classic 2010 è stato un torneo di tennis giocato sul cemento. 
È stata la 27ª edizione del ASB Classic,che fa parte della categoria International nell'ambito del WTA Tour 2010. 
Si è giocato all'ASB Tennis Centre di Auckland in Nuova Zelanda, dal 4 al 9 gennaio 2010.

## Partecipanti

### Teste di serie
| Giocatrice | Nazionalità             | Ranking* | Testa di serie |
| ---------- | ----------------------- | -------- | -------------- |
| Italia     | Flavia Pennetta         | 12       | 1              |
| Cina       | Li Na                   | 15       | 2              |
| Belgio     | Yanina Wickmayer        | 16       | 3              |
| Italia     | Francesca Schiavone     | 17       | 4              |
| Francia    | Virginie Razzano        | 19       | 5              |
| Russia     | Elena Vesnina           | 23       | 6              |
| Francia    | Aravane Rezaï           | 25       | 7              |
| Spagna     | Anabel Medina Garrigues | 27       | 8              |

- Ranking al 28 dicembre 2010.

Giocatrici passate dalle qualificazioni:
- Kimiko Date Krumm
- Marina Eraković
- Yanina Wickmayer

Giocatrici passate dalle qualificazioni:
- Elena Baltacha
- Stéphanie Cohen-Aloro
- Edina Gallovits
- Monica Niculescu

## Campionesse

### Singolare
Yanina Wickmayer ha battuto in finale  Flavia Pennetta, 6–3, 6–2.
- È il primo titolo dell'anno per la Wickmayer, il 3° della sua carriera.

### Doppio
Cara Black /  Liezel Huber hanno battuto in finale  Natalie Grandin /  Laura Granville, 7–6(4), 6–2.